# 我們離婚吧
《我們離婚吧》（日语：離婚しようよ）是2023年6月22日向全世界播放的日本網路電視劇。TBS製作的Netflix系列第3部。劇本為宮藤官九郎以及大石靜，主演為松坂桃李。
本作是一部描述新人議員東海林大志以及演員黑澤由依是結婚第5年的夫妻，雖然為了大眾而扮演一對鴛鴦夫妻，但其實除了網路直播外，雙方已經變成私下沒有任何對話的假面夫妻。夫妻雖然彼此想要離婚，卻因為各種事情，讓他們的離婚之路受到各種阻礙，於是也讓他們因此決定要相互合作一起步向離婚的家庭喜劇。

## 登場人物

### 主要人物
東海林大志
演 - 松坂桃李
是個會在女性面前不修邊幅而在溫室長大的新人議員。
黑澤由依
演 - 仲里依紗
東海林之妻。被選為最想成為自己太太的女優No.1。

### 周邊人物
加納恭二
演 - 錦戶亮
自稱藝術家並渾身散發魅力。
印田薰
演 - 板谷由夏
訓練會對女性不修邊幅的東海林提升自己的律師。
想田豪
演 - 山本耕史
與東海林對立的議員候選人，善於唱歌和說話。
石原亨利K
演 - 古田新太
由依的律師。外表看似可疑但卻實力高超。
佐藤富惠
演 - 高島禮子
由依之母。
夏子
演 - 守屋麗奈
由依的妹妹。
堀米削也
演 - 神尾楓珠
人氣演員。由依演出的電視劇中的對手。
三俣櫻子
演 - 織田梨沙
主播。大志的外遇對象。精力旺盛。
笹井
演 - 少路勇介
由依的經紀人。
想田由衣
演 - 矢澤心
想田的妻子。
紅襯衫
演 - 前原滉
與大志一起從愛媛出馬的候選人。
早乙女五郎
演 - 尾美利德
從大志父親時期就在職的秘書。雖然為人溫厚優秀，但因為大志太會搞砸而讓經常理智斷線。
阿久根透
演 - 池田成志
由依所屬的事務所社長。
東海林峰子
演 - 竹下景子
大志之母。

### 其他人
- 高岸宏行[10]

## 工作人員
- 劇本 - 宮藤官九郎，大石靜
- 主題曲 - Rin音 feat. asmi「Good Bye」「Fruits」[11]
- 導演 - 金子文紀，福田亮介，坂上卓哉[2]
- 執行製作人 - 佐藤奈穂美（Netflix）[2]
- 製作人 - 磯山晶，勝野逸未[2]
- 製作公司- TBS SPARKLE
- 製作著作 - TBS電視台
- 選舉監製 - 松田馨

## 備註
1. 1 2 3 4 5 6 7 8  . 映画ナタリー (ナターシャ). 2022-03-04  [2022-06-06]. （原始内容存档于2023-07-05）.
2. 1 2 3 4 5 6 7 8 9 10 11 12  . Real Sound映画部 (blueprint). 2022-03-04  [2022-03-04]. （原始内容存档于2023-07-05）.
3. 1 2 3  . シネマカフェ (イード). 2022-03-04  [2022-03-04]. （原始内容存档于2023-07-05）.
4. ↑  . Real Sound｜リアルサウンド 映画部. blueprint. 2023-03-31  [2023-03-31]. （原始内容存档于2023-03-30）.
5. ↑  . 音楽ナタリー (ナターシャ). 2022-03-04  [2022-06-06]. （原始内容存档于2023-07-05）.
6. ↑  . 映画ナタリー. ナターシャ. 2023-05-19  [2023-05-19]. （原始内容存档于2023-05-24）.
7. ↑  Netflix Japan | ネットフリックス [@NetflixJP].  (推文). 2023-05-19  [2023-05-19] –Twitter.
8. ↑  . ORICON NEWS. oricon ME. 2023-06-07  [2023-06-12]. （原始内容存档于2023-06-12）.
9. 1 2 3 4 5 6 7  . シネマトゥデイ. シネマトゥデイ. 2023-06-12  [2023-06-26]. （原始内容存档于2023-06-19）.
10. ↑  . お笑いナタリー. ナターシャ. 2023-05-19  [2023-05-19]. （原始内容存档于2023-05-24）.
11. ↑  . 音楽ナタリー. ナターシャ. 2023-05-19  [2023-05-19]. （原始内容存档于2023-05-25）.

## 外部連結
- 在Netflix上觀看《我們離婚吧》